# Hamid Dalwai
Hamid Umar Dalwai (20 septembre 1932 - 3 mai 1977) est un réformateur social, penseur, activiste et écrivain indien. Il se consacra aux réformes sociales dans la communauté musulmane, en particulier concernant les droits des femmes.